# Логан (Нью-Мексико)
Логан (англ. Logan) — селище (англ. village) в США, в окрузі Квей штату Нью-Мексико. Населення — 970 осіб (2020).

## Географія
Логан розташований за координатами 35°21′20″ пн. ш. 103°26′56″ зх. д. / 35.35556° пн. ш. 103.44889° зх. д. (35.355681, -103.448757).  За даними Бюро перепису населення США в 2010 році селище мало площу 26,59 км², з яких 24,71 км² — суходіл та 1,88 км² — водойми.

## Демографія
Згідно з переписом 2010 року, у селищі мешкали 1042 особи в 515 домогосподарствах у складі 327 родин. Густота населення становила 39 осіб/км².  Було 1048 помешкань (39/км²).
Расовий склад населення:
| - 92,7 % — білих - 1,1 % — корінних американців - 0,4 % — чорних або афроамериканців - 0,2 % — азіатів - 4,0 % — осіб інших рас |

До двох чи більше рас належало 1,6 %. Частка іспаномовних становила 18,6 % від усіх жителів.
За віковим діапазоном населення розподілялося таким чином: 15,3 % — особи молодші 18 років, 56,3 % — особи у віці 18—64 років, 28,4 % — особи у віці 65 років та старші. Медіана віку мешканця становила 53,9 року. На 100 осіб жіночої статі у селищі припадало 95,1 чоловіків;  на 100 жінок у віці від 18 років та старших — 97,1 чоловіків також старших 18 років.
Середній дохід на одне домашнє господарство  становив 43 534 долари США (медіана — 35 294), а середній дохід на одну сім'ю — 54 506 доларів (медіана — 41 250). За межею бідності перебувало 14,5 % осіб, у тому числі 7,9 % дітей у віці до 18 років та 9,3 % осіб у віці 65 років та старших.
Цивільне працевлаштоване населення становило 359 осіб. Основні галузі зайнятості: роздрібна торгівля — 18,7 %, освіта, охорона здоров'я та соціальна допомога — 17,5 %, будівництво — 12,5 %, оптова торгівля — 11,1 %.